# John Sayles
John Thomas Sayles (Schenectady, estado de Nueva York; 28 de septiembre de 1950) es un escritor, director y guionista estadounidense de cine independiente. 
Su carrera comenzó en 1975, cuando empezó a escribir novelas y cuentos cortos. Ese año publicó Pride of the Bimbos, novela que fue seguida de otra titulada Union Dudes, que fue nominada a los premios National Book Critics Circle Award y National Book Award. 

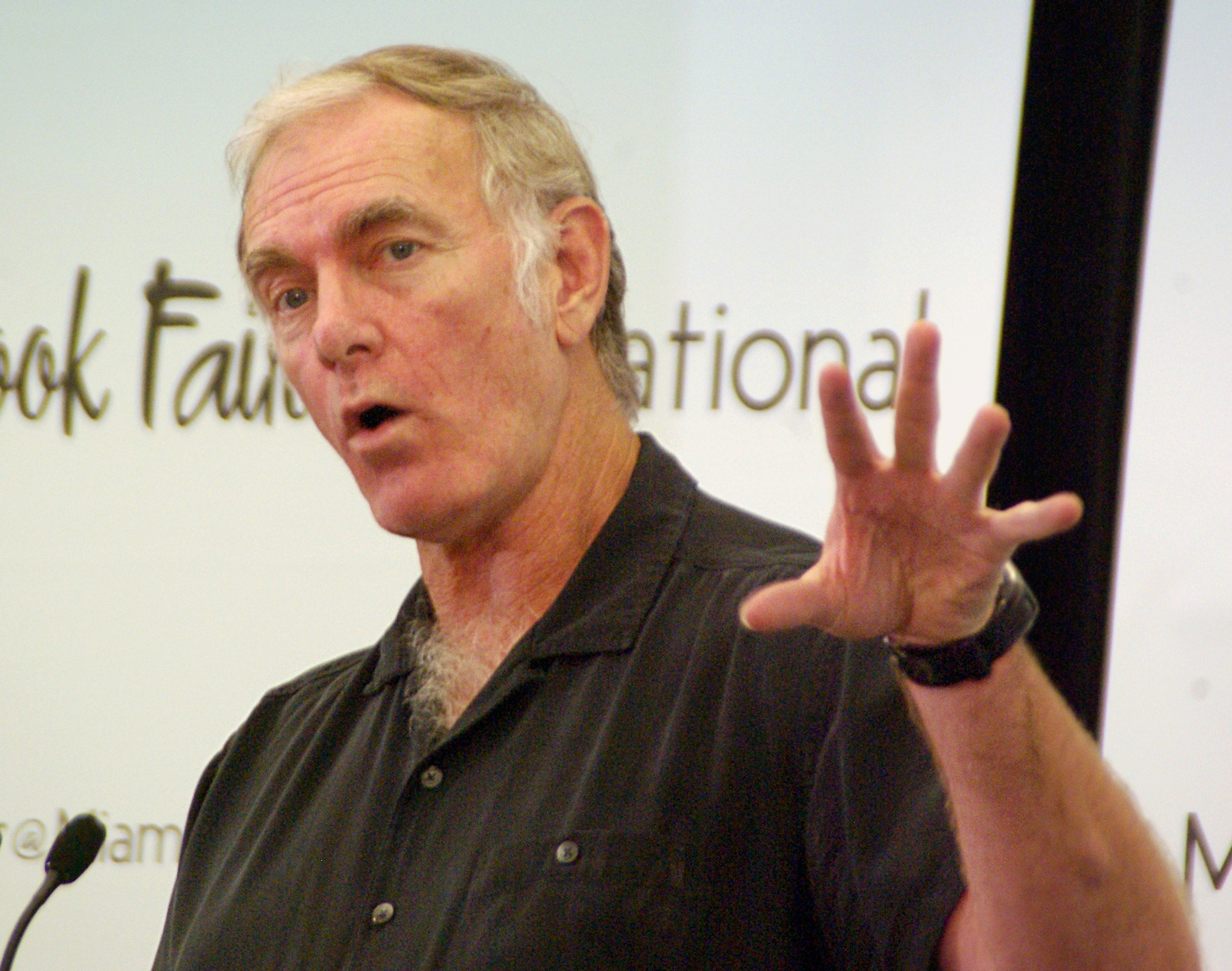
Sayles en la edición del 2011 de la Feria Internacional del Libro de Miami.

## Biografía

### Primeros años
Los padres de Sayles eran maestros de escuela. Ambos eran de origen irlandés, de ahí que Sayles fuera educado en el catolicismo. Hoy en día Sayles se considera un "ateo católico". 
Sayles estudió psicología en la universidad Williams de Massachusetts. Tras acabar los estudios en 1972, pasó un tiempo recorriendo el país y desempeñando trabajos diversos, como empleado en una fábrica de embutidos, obrero en la construcción o enfermero. Sus experiencias en este último trabajo le sirvieron a la hora de escribir la historia de Passion Fish. También fue actor teatral en una compañía de repertorio, con la que participó en adaptaciones de De ratones y hombres, de Steinbeck, y One Flew Over the Cuckoo's Nest, de Kesey. En esta última, Sayles hizo el papel del Jefe, debido a su gran altura.

### Carrera

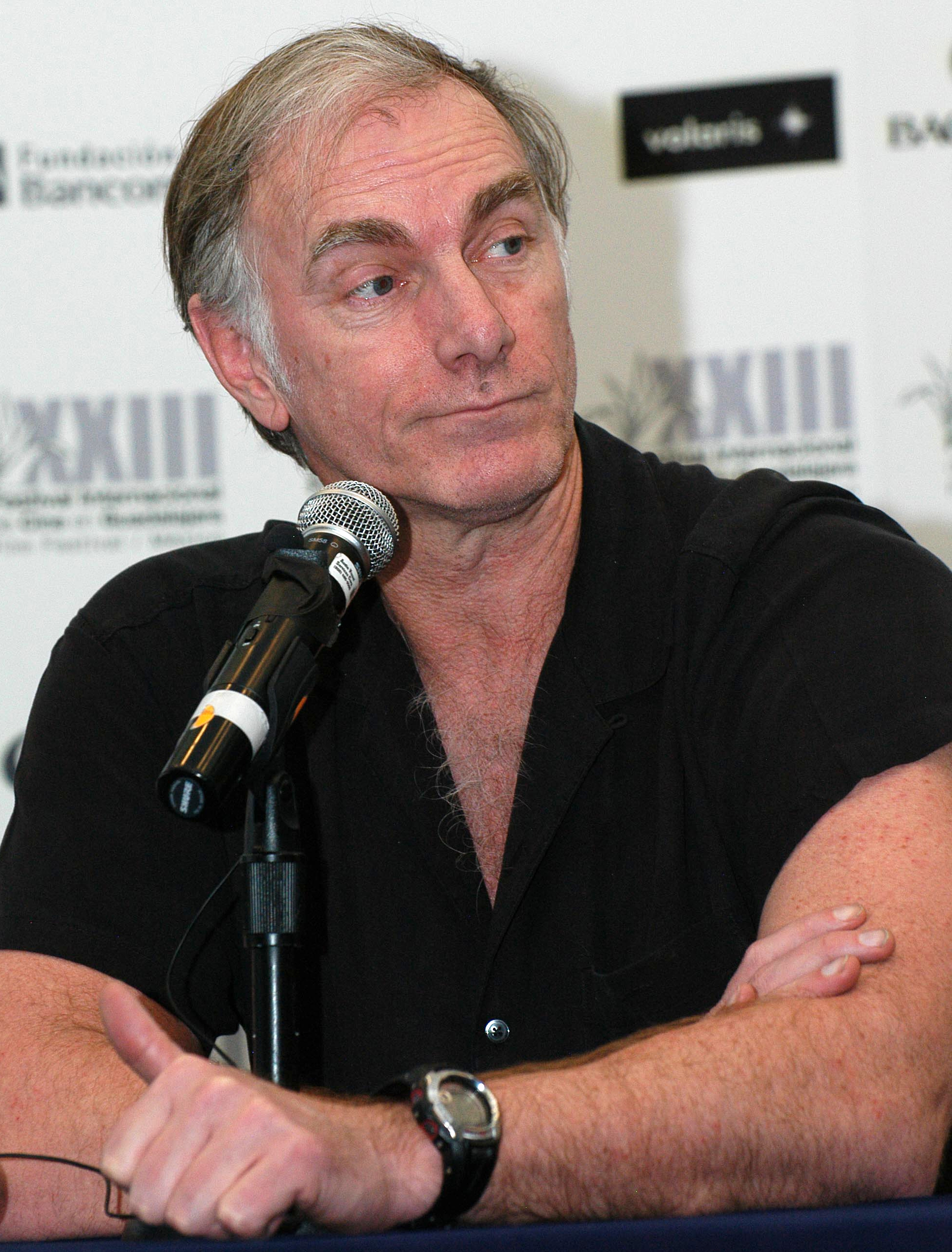
Sayles durante la rueda de prensa sobre su película de 2007 Honeydripper en la 23.ª edición del Festival Internacional de Cine de Guadalajara, el 10 de marzo de 2008.

Al igual que otros directores, como Martin Scorsese y James Cameron, Sayles dio sus primeros pasos en el cine de la mano de Roger Corman. Además, escribió los guiones de películas como Piraña (1978), Battle Beyond the Stars (1980), La bestia bajo el asfalto (1980) y  The Howling (1981). Las ganancias que obtuvo trabajando con Corman fueron destinadas a producir su primer film, Return of the Secaucus 7 (1980). Dicho film obtuvo el premio al mejor guion de la Crítica de Los Ángeles. 
En el año 1983 tras el rodaje de películas como Baby It's You, protagonizada por Rossana Arquette, o Lianna (una historia conmovedora sobre una mujer casada descontenta con su matrimonio y que se enamora de otra mujer), Sayles recibió una Beca MacArthur de 40000 dólares al año durante cinco años. Sayles ha seguido financiando sus películas con el dinero que gana como Script Doctor (a menudo sin acreditar) para películas de gran presupuesto de Hollywood, como Apollo XIII, Mimic o Jurassic World.
La forma y la temática de las películas de Sayles van cambiando de película en película. La localización de las historias es muy diversa: Luisiana en Passion Fish (1992), Texas en Lone Star (1996), Irlanda en The Secret of Roan Inish (1994), o Alaska en Limbo (1999). En la tercera, El secreto de la isla de las focas, una niña de diez años, huérfana de madre, se va a vivir con sus abuelos a la costa oeste de Irlanda. Desde la casa de estos se percibe una misteriosa y lejana "isla de las focas humanas"; ahí, entre otros relatos irlandeses, todo se desliza al hilo de una historia familiar, que arranca cuando el hermano del abuelo —según le cuentan— estaba en una cuna y una ola le llevó mar adentro sin que pudiesen rescatarle.
Sus películas se caracterizan por mostrar las tensiones dentro de comunidades mostradas con todo lujo de detalles, y los puntos de vista divergentes, frente al modelo narrativo imperante en Hollywood que se centra en un protagonista individual y un punto de vista único. 
Sayles destaca también por introducir temas políticos en sus películas, como la lucha de los mineros de Virginia Occidental por crear un sindicato en Matewan (1987), las tensiones entre la comunidad anglosajona y latina en Lone Star, o el retrato que presenta en Silver City (2004) de unas elecciones dominadas por una dinastía política en Colorado, en la que se reconoce paralelismos con la familia Bush. 
En sus últimas películas, Sayles ha mostrado un creciente interés en Latinoamérica y la relación entre hispanos y anglosajones dentro de los mismos Estados Unidos. Esto es evidente en Lone Star, que transcurre en un pueblo texano cerca de la frontera con México; en Hombres armados (1997), su primera película rodada íntegramente en español y en un lenguaje indígena, protagonizada por Federico Luppi; en Casa de los Babys (2003), rodada en Acapulco y ambientada en un país latinoamericano sin identificar, donde un grupo de mujeres estadounidenses esperan a que les concedan un niño en adopción, o Silver City, donde una vez más la explotación laboral de los inmigrantes ilegales tiene un peso importante en la trama. 
Sayles ha sido candidato al Óscar al mejor guion original en dos ocasiones, por Passion Fish y Lone Star.
Sayles también ha montado muchas de sus películas, y suele aparecer en ellas como actor en papeles secundarios.

## Colaboradores
Como otros cineastas independientes, John Sayles tiende a trabajar con los mismos actores y técnicos una y otra vez. Entre sus actores favoritos están David Strathairn, a quien conoció en la universidad; Maggie Renzi, su compañera, que ha ido dejando a un lado su trabajo como actriz para centrarse en su papel de productora; Chris Cooper, a quien Sayles dio su primer papel cinematográfico en Matewan; Joe Morton, Angela Bassett, Kris Kristofferson o Kevin Tighe, entre otros. 
Mason Daring ha compuesto la música original de todas las películas de Sayles excepto Baby It's You, cuya banda sonora se componía de éxitos del swing y el pop. 
El veterano director de fotografía Haskell Wexler ha colaborado en cuatro películas de Sayles: Matewan, The Secret of Roan Inish, Limbo y Silver City.

## Filmografía
- Piraña (1978) (guionista)
- La bestia bajo el asfalto (1980) (guionista)
- Return of the Secaucus 7 (1980) (guionista/director)
- The Howling (1981) (guionista)
- Lianna (1983) (guionista/director)
- Baby It's You (1983) (guionista/director)
- The Brother from Another Planet (1984) (guionista/director)
- El clan del oso cavernario (1984) (guionista)
- Wild Thing (1987) (guionista)
- Matewan (1987) (guionista/director/actor)
- Eight Men Out (1988) (guionista/director/actor)
- Untamagiru (1989) (actor)
- City of Hope (1991) (guionista/director)
- Passion Fish (1992) (guionista/director)
- The Secret of Roan Inish (1994) (guionista/director); El secreto de la isla de las focas
- Men of War (1994) (guionista)
- Lone Star (1996) (guionista/director)
- Men with Guns (1997) (guionista/director)
- Limbo (1999) (guionista/director)
- Sunshine State (2002) (guionista/director)
- Casa de los Babys (2003) (guionista/director)
- Silver City (2004) (guionista/director)
- Honeydripper (2007) (guionista/director)
- Las crónicas de Spiderwick (2008) (coguionista)
- Amigo (2010) (guionista/director)
- Go for sisters (2023) (guionista/director)
- Sonora (2019) (guionista)

## Obra
- Dillinger in Hollywood (2004) (antología de cuentos cortos)
- Los Gusanos (1991) (novela)
- Thinking in Pictures: The Making of the Movie "Matewan" (1987)
- The Anarchists Convention (1979) (antología de cuentos cortos)
- Union Dues (1977) (novela)
- Pride of the Bimbos (1975)

## Premios y reconocimientos
Premios Óscar
| Año  | Categoría            | Trabajo nominado | Resultado |
| ---- | -------------------- | ---------------- | --------- |
| 1993 | Mejor guion original | Passion Fish     | Nominado  |
| 1997 | Mejor guion original | Lone Star        | Nominado  |